# Gustav Queck

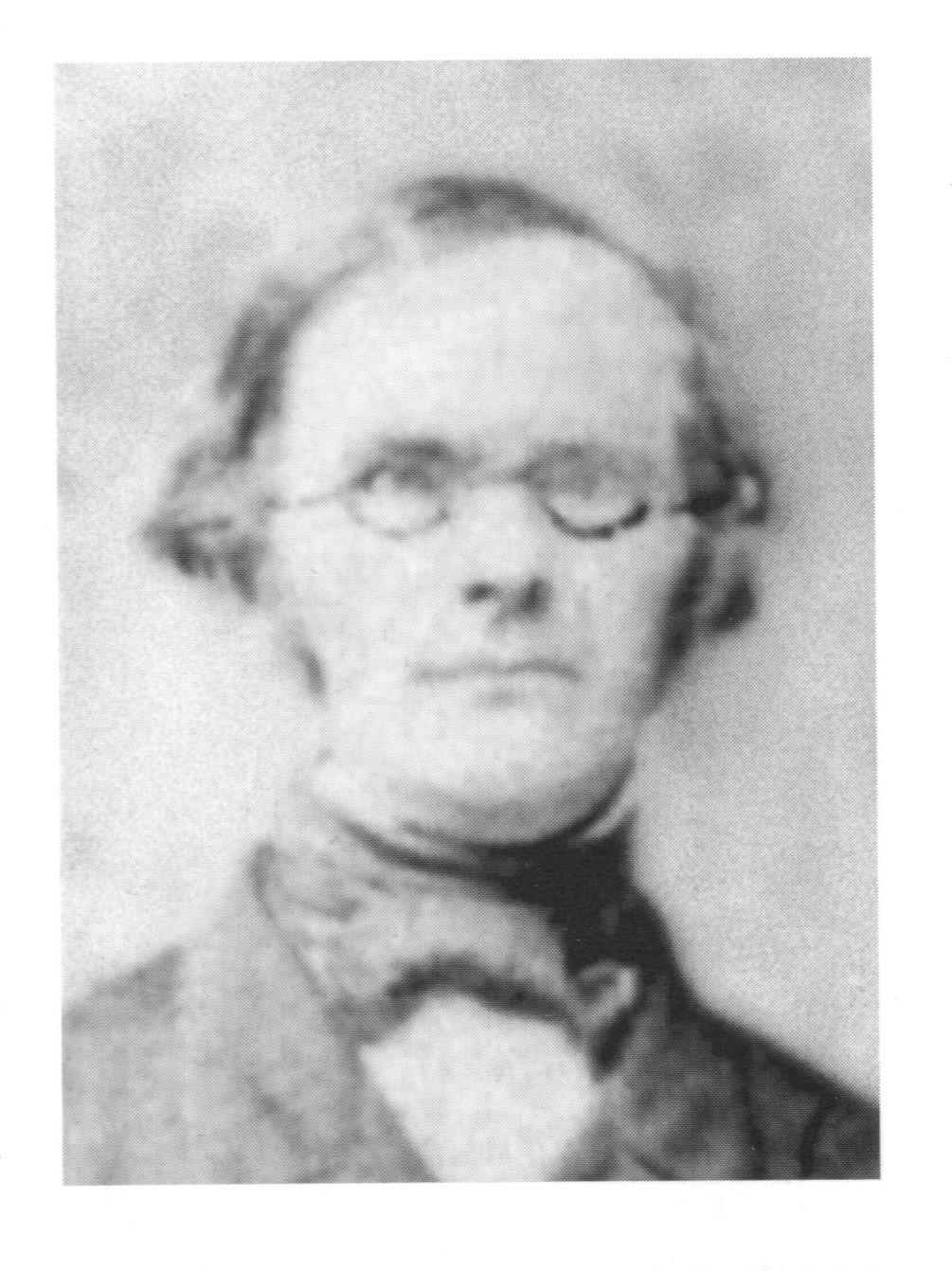
Gustav Queck (1822–1897)

Gustav Adolf Queck (* 18. März 1822 in Zadelsdorf in Thüringen; † 1897 in Treptow an der Rega) war ein deutscher Klassischer Philologe und Gymnasialdirektor.

## Leben
Queck war der Sohn des Schullehrers Johann Gottlob Queck und der Maria Elisabeth geb. Tischdorf. Er besuchte ab 1833 das Gymnasium Rutheneum zu Gera und studierte von 1841 bis 1845 in Jena Klassische Philologie und Theologie. Ein prägender akademischer Lehrer war Ferdinand Gotthelf Hand, der Queck zu wissenschaftlicher Arbeit anregte. Queck veröffentlichte später nach dessen Tod (1851) eine Biografie seines Lehrers. Schon früh wurde er Mitglied des philologischen Seminars und war später zwei Jahre lang dessen Senior. Ab 1844 unterrichtete er an der neu gegründeten Bildungsanstalt von Karl Volkmar Stoy. Im selben Jahr gewann er mit seiner Schrift De Euripidis Electra den Preis der Philosophischen Fakultät der Universität Jena. Die Schrift wurde zugleich als Doktorarbeit akzeptiert. 1845 gewann er auch das Lynker-Stipendium und hielt in der Universitätskirche eine Rede auf den Theologen Martin Chemnitz, die im selben Jahr gedruckt wurde.
Am 1. Juli 1845 trat Queck den Schuldienst als Collaborator am Gymnasium an. Seine praktische Erfahrung und fachliche Eignung ermöglichten es ihm, sogleich in den obersten Klassen zu arbeiten. Im Oktober 1850 wurde er zum Oberlehrer ernannt, zu Ostern 1853 zum Professor. Während seiner 21 Jahre am Gymnasium Sondershausen setzte Queck seine wissenschaftliche Arbeit fort. Er veröffentlichte stilistische Untersuchungen zu Livius, eine kommentierte Schulausgabe von Caesars Schrift De bello civili und eine kritische Gesamtausgabe des Dichters Publius Papinius Statius. Zum 300-jährigen Jubiläum der Universität Jena verfasste er einen Beitrag über die Beziehungen zwischen den höheren Schulen und der Universität.
Im Herbst 1848 bewarb Queck sich erfolgreich um ein Mandat in dem, wie es hieß, „Zur Vereinbarung der Verfassung berufenen Landtag“ des Fürstentums. In 93 Sitzungen von Anfang Juni 1849 bis Mitte März 1850 schuf der Landtag (der Initiative der Landesregierung folgend) ein neues Landesgrundgesetz und eine Wahlordnung, die der Revolution von 1848 angemessen waren.
Im November 1861 bewarb sich Queck als Stadtverordneter in Sondershausen; er wurde für sechs Jahre ab Anfang 1862 gewählt.
Als die Leitung des Arnstädter Gymnasiums Anfang 1866 frei geworden war, gelang es Queck nicht, dort nachzurücken, und er kündigte seine Stellung zum Ende März. Zur Entlassung wurde ihm die goldene Medaille für Verdienst um Kunst und Wissenschaft verliehen.
Zu Ostern 1866 verließ Queck Sondershausen und ging in den preußischen Schuldienst, nach Pommern, über. Er wurde erster ordentlicher Lehrer und Prorektor am Städtischen Gymnasium in Pyritz. Zum 1. Oktober 1867 wurde er zum Rektor des neugegründeten Progymnasiums in Dramburg bestellt, das am 10. Oktober eröffnet wurde. Queck leitete diese Anstalt 25 Jahre lang. Er begleitete in dieser Zeit den Neubau des Schulgebäudes, der am 18. Oktober 1869 eingeweiht wurde und Wohnungen für Schüler, Lehrer und eine Dienstwohnung des Rektors enthielt. Ein Jahr später wurde das Progymnasium zum Gymnasium und Queck zum Direktor erhoben. Am 16. September 1879 wurde er mit dem Roten Adlerorden 4. Klasse ausgezeichnet. Kurz nach dem 25-jährigen Schuljubiläum trat Queck zum 1. Oktober 1892 in den Ruhestand. Bei dieser Gelegenheit erhielt er den Roten Adlerorden 3. Klasse. Seinen Lebensabend verbrachte Queck in Treptow an der Rega, wo er wenige Jahre später starb.
Gustav Queck heiratete am 3. Oktober 1847 in Markvippach Ida Johanna Rosetta Schubert (* 1825), eine Tochter des Amtsverwalters und Rittergutsbesitzers August Schubert und seiner Ehefrau Amalie Wilhelmine geb. Steinert. Ein Sohn des Paares war der Gymnasiallehrer Georg Queck (* 1850). Der ältere Sohn Max starb 1886.

## Schriften (Auswahl)
- De Euripidis Electra. Jena 1844 (Dissertation, Digitalisat)
- De Martino Chemnitio Theologo Brunsvicensi; oratio quam ad memoriam Augustanae confessionis pie recolendam ex lege beneficii Lynckeriani die XXX. m. Maii a. MDCCCXLV in templo Paulino academico habuit. Jena 1845
- Beiträge zur Charakteristik des Livius. Sondershausen 1847 (Schulprogramm)
- Schule und Kirche. Antwort auf das Sendschreiben an Deutschlands protestantische Volksschullehrer, insonderheit Landvolksschullehrer, von Einem, welcher der Kirche und der Schule gleich nahe steht. Eupel, Sondershausen 1849.[16]
- Ferdinand Gotthelf Hand nach seinem Leben und Wirken. Nebst Auszügen aus Briefen von Heyne, Carus, Passow, G. Hermann u. A. und der Grabrede des Geh. Kirchenraths Schwarz. Döbereiner, Jena 1852 (Digitalisat).
- C. Julii Caesaris Commentariorum de bello civili libri tres. Für den Schulgebrauch erklärt und mit Verweisungen auf die Grammatiken von Putsche und Zumpt versehen. Jena 1853
- Zweiter Beitrag zur Charakteristik des Livius. Sondershausen 1853 (Schulprogramm, Digitalisat)
- Publius Papinius Statius. Zwei Bände, Leipzig 1854 (Tom. I, Tom. II)
- De quadam gymnasiorum et literarum universitatum inter se necessitudine. Sondershausen 1858 (Schulprogramm)
- De Madvigii emendationibus Livianis disputatio. Sondershausen 1861
- Bericht über die Gründung und Eröffnung des Progymnasiums nebst zwei Reden. Dramburg 1868 (Schulprogramm, Digitalisat)
- Die Einweihung des neuen Schulgebäudes am 18. Oktober 1869. Dramburg 1870 (Schulprogramm)
- Ausgeführter Lehrgang für den Geschichtsunterricht am Gymnasium von Sexta bis Unter-Secunda. Dramburg 1892. (Schulprogramm, Digitalisat)

## Nachweise
1. ↑  Abweichendes Geburtsjahr 1821, so im Jahresbericht Sondershausen 1846, wiederholt bei Lutze 1905 und Lengemann 1998. Das korrekte Geburtsjahr (bei Eckstein und Pökel) wird durch ein amtliches Dokument, den Personalbogen (siehe Weblinks), bestätigt.
2. ↑  Verzeichnis der Studierenden in Jena von No. 31 (WS 1841/42) bis No. 38 (SS 1845).
3. ↑  Fürstlich Schwarzb. Regierungs- und Intelligenz-Blatt 1845 Nr. 29; Jahresbericht über das Fürstl. Schwarzb. Gymnasium, S. 26 und 28.
4. ↑  Fürstlich Schwarzb. Regierungs- und Intelligenz-Blatt 1850 Nr. 42 und 1853 Nr. 14.
5. ↑  Vgl. Sitzungsprotokolle 1849 (Digitalisat). Queck wurde dort zum Stellvertreter eines Mitglieds des Landtagsausschusses gewählt. Der Ausschuss blieb bis zum nächsten Landtag im Amt.
6. ↑  Vgl. die Beilagen zu den Protokollen (Digitalisat) und Lengemann S. 28f. Die Aufgabe des nächsten Landtags, dem Queck nicht mehr angehörte, war es, möglichst viele dieser Errungenschaften wieder abzuschaffen.
7. ↑  in direkter öffentlicher Wahl nach dem Drei-Klassen-Wahlrecht von 1857 (Städteordnung §§ 63ff.).
8. ↑  Der Deutsche 1861 Nr. 137.
9. ↑  Der Deutsche 1866 Nr. 6.
10. ↑  Möglicherweise wurde ihm verübelt, dass er sich 1848 (als Wahlmann bei einer indirekten Wahl) für die direkte Wahl ausgesprochen hatte – die Entwicklung war in die Gegenrichtung gegangen. (Fürstlich Schwarzb. Regierungs- und Intelligenz-Blatt 1848 Nr. 52 und 1849 Nr. 1.) Nach Huschkes Bericht hatte „der Minister von Keyser […] schon bei der ersten Andeutung [der Besetzung der Vakanz durch Queck] von dem Fürsten eine so schroffe Abweisung erhalten, daß er nicht wagen durfte, auf den Vorschlag zurückzukommen.“ (Lebensbilder aus Schwarzburg-Sondershausen: Das Gymnasium, in Der Deutsche 1904 Nr. 156.)
11. ↑  Der Deutsche 1866 Nr. 35.
12. ↑  mit einem freundlichen Abschiedsgruß: Der Deutsche 1866 Nr. 38.
13. ↑  Heiratsanzeige in Beilage zur Weimarischen Zeitung vom 6. Oktober 1847, S. 450.
14. ↑  Todes- und Dankesanzeige in Der Deutsche 1864 Nr. 29; Standesamtsangabe in Nr. 31.
15. ↑  Der Deutsche 1886 Nr. 75.
16. ↑  Verlagsanzeige in Fürstlich Schwarzb. Regierungs- und Intelligenz-Blatt vom 21. April 1849, S. 180.

| Personendaten    | Personendaten                                         |
| ---------------- | ----------------------------------------------------- |
| NAME             | Queck, Gustav                                         |
| ALTERNATIVNAMEN  | Queck, Gustav Adolf (vollständiger Name)              |
| KURZBESCHREIBUNG | deutscher Klassischer Philologe und Gymnasialdirektor |
| GEBURTSDATUM     | 18. März 1822                                         |
| GEBURTSORT       | Zadelsdorf                                            |
| STERBEDATUM      | 1897                                                  |
| STERBEORT        | Treptow an der Rega                                   |